# Рижская духовная семинария
Ри́жская духо́вная семина́рия (латыш. Rīgas Garīgais seminārs) — высшее духовное учебное заведение Латвийской православной церкви Московского патриархата (с 1926 года). С 1850 по 1919 год являлось государственным духовным учебным заведением.

## История

### До 1919 года

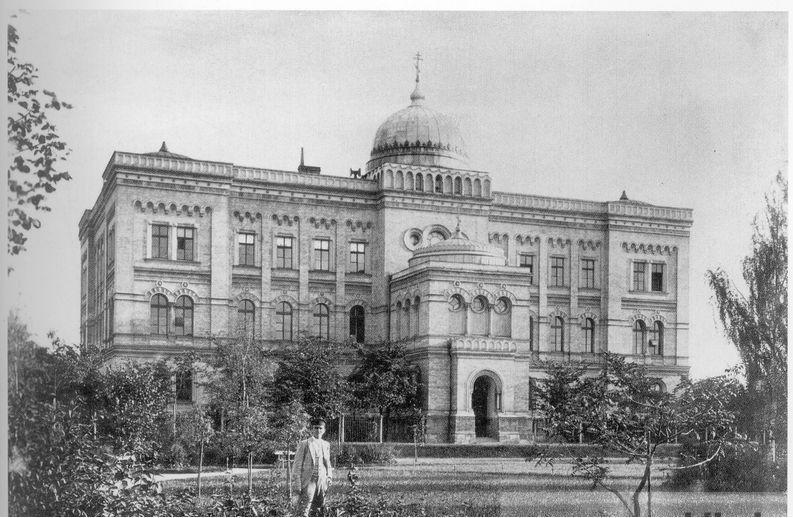
Старое здание семинарии
(ныне анатомический музей Рижского университета имени Страдыня)

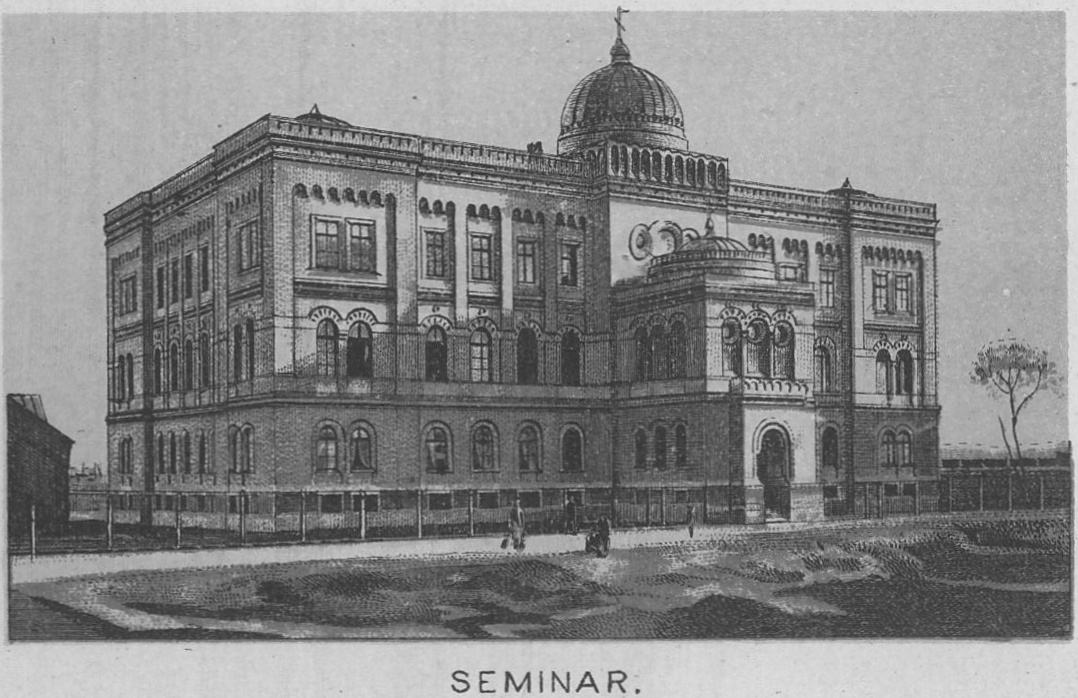

Образована указом Святейшего Синода в 1850 году из преобразованного Рижского духовного русско-латышско-эстонского училища; с сентября 1851 года начался курс собственно семинарских наук. По представлению архиепископа Рижского и Митавского Платона (Городецкого) первым ректором семинарии был назначен архимандрит Павел (Доброхотов), переведённый в Ригу из Полоцка, а инспектором — архимандрит Иосиф (Дроздов). В семинарии в качестве обязательных преподавались эстонский, латышский и немецкий языки.
В 1859 году архиепископ Рижский Платон (Городецкий) ходатайствовал перед обер-прокурором Святейшего Синода графом А. П. Толстым о прекращении доступа в семинарию детям эстонских и латышских крестьян, в связи с чем последовало соответствующее распоряжение.
В 1866 году Святейший Синод признал необходимым принять меры к приведению Рижской духовной семинарии в положение, более соответствующее как цели её учреждения, так и местным условиям и потребностям епархии. Теперь одна треть воспитанников, живших за счёт казны, состояла из детей местного духовенства, а остальные две трети — из детей латышей и эстонцев.
В 1874 году по настоянию епископа Рижского Вениамина (Карелина) при Рижской семинарии создана специальная комиссия по переводу богослужебных книг на латышский и эстонский языки.
Трёхэтажное здание семинарии было построено в 1877—1879 годах по проекту архитектора Генриха Шеля. Семинарский храм освящён в честь Покрова Пресвятой Богородицы.
В 1915 году, во время Первой мировой войны, семинарию эвакуировали в Нижний Новгород. В 1918 году реорганизована в светское учебное заведение, и как духовная школа прекратила свою деятельность. Весь педагогический персонал остался в Советской России. Здание семинарии в Риге национализировали.

### Возобновление семинарии (1926—1936)
Архиепископ Рижский и всея Латвии Иоанн (Поммер) добился принятия закона о юридическом положении православной церкви в Латвии, на основе которого правительство Латвийской Республики в 1926 году разрешило Латвийской православной церкви вновь организовать учебное заведение. Историческое здание семинарии при этом не возвратили, а богатейшая библиотека оказалась утраченной. Программа семинарии была рассчитана на два года обучения.
Семинария старалась придерживаться семинарских программ дореволюционной России. Основными учебными предметами первого курса являлись: Священное Писание, история Церкви, латышский и русский (церковнославянский) языки, история и география Латвии, литургика и церковное пение. На учебные занятия отводилось 32 часа в неделю. Так как практически все семинаристы работали, учебные занятия проходили после обеда: в будние дни с 16 (иногда с 17) часов до 22 часов, в субботу — с 16 до 18 часов. У семинарии не было общежития, поэтому семинаристы должны были сами заботиться о своём жилье. В исключительных случаях наиболее нуждающимся выплачивалась небольшая стипендия — 20 латов в месяц.
В семинарию принимались лица, имевшие среднее (гимназическое) образование, а тем, у кого его не было, нужно было сдавать комплексный вступительный экзамен. Поступающие должны были знать как латышский (официальный язык обучения), так и русский язык, так как отдельные предметы читались на русском языке. Из-за острой нехватки священно и церковнослужителей, а также из-за неимения средств на содержание семинарии, учебную программу проходили за два года. Первый выпуск вновь открытой семинарии состоялся в октябре 1928 года.
С 1931/1932 учебного года курс семинарии стал трёхгодичным, поэтому удалось добавить новые учебные предметы (философию, греческий язык и др.) и уменьшить количество учебных часов в неделю с 32 до 28.
С 1926 по 1933 год семинарию окончило 40 человек, из них 11 латышей и 29 русских. Лучшие из выпускников направлялись для продолжения образования в Свято-Сергиевский православный богословский институт в Париже.

### Богословский институт (1936—1940)
В августе 1936 года Синод Латвийской православной церкви принял решение упразднить Рижскую духовную семинарию и на её основе открыть Богословский институт, а в 1937 году по предложению правительства открылось православное отделение на теологическом факультете Латвийского университета (в 1937 году на нём обучалось 12 студентов).

### Возобновление деятельности (1993)
26 апреля 1993 года Рижская духовная семинария возобновила свою деятельность в помещениях при церкви Всех Святых в Риге (1868—1884, арх. Я. Ф. Бауманис).

## Ректоры семинарии
- 1851—1855 — Павел (Доброхотов), архимандрит
- 1856—1857 — Никанор (Бровкович), архимандрит
- 1857—1870 — Ефрем (Рязанов), архимандрит
- 1870—1880 — Михаил Дрекслер, протоиерей
- 1881—1882 — Герасим (Яред), архимандрит
- 1883—1893 — Николай Дмитревский[вд], протоиерей
- 1893—1895 — Иоаким (Левитский), архимандрит
- 1895—1909 — Алексий Аристов, протоиерей
- 1909—1918 — Лебедев Алексей Константинович, протоиерей
- 1918—1919 — Димитрий Брянцев, протоиерей
- 1926—1936 — Иоанн Янсон, протопресвитер
- 1993—1997 — Леонид Абашев, протоиерей
- С 1997 года — Александр (Кудряшов), митрополит

## Преподаватели
- 1887—1915 Лейсман Николай, протоиерей
- Тареев, Михаил Михайлович

## Выпускники семинарии
| - 1882 — Тынис Варес, политик - 1883 — Бежаницкий, Николай Стефанович, протоиерей, священномученик - 1883 — Николай (Лейсман), архиепископ Печерский - 1895 — Залит, Иван Петрович, Первый военный министр Латвии (1918—1919) - 1886 — Поска, Иван Иванович, эстонский государственный деятель - 1890 — Платон (Кульбуш), епископ, священномученик - 1894 — Блейве, Михаил Иванович, протоиерей, священномученик - 1894 — Александр (Паулус), митрополит - 1895 — Августин (Петерсон), митрополит | - 1897 — Иоанн (Поммер), архиепископ, священномученик - 1898 — Александр (Витоль), епископ - 1900 — Герман (Аав), архиепископ Карельский и всей Финляндии - 1905 — Бирк, Адо, эстонский государственный деятель, дипломат - 1913 — Шалфеев, Борис Николаевич, журналист - 1936 — Иоанн (Гарклавс), архиепископ - 2000 — Александр (Матрёнин), епископ Даугавпилсский |